# Stephan Kinsella
Pour les articles homonymes, voir Kinsella.
Stephan Kinsella, né en 1965 à Prairieville en Louisiane, est un avocat et anarcho-capitaliste américain.

## Biographie

### Formation
Né en 1965 à Prairieville en Louisiane, il étudie à l'Université d'État de Louisiane où il obtient un Bachelor of Science et un Master of Science en ingénierie électrique. Il étudie ensuite à l'Université de Londres et obtient un Master of Laws.

### en anglais
- Against Intellectual Property, 2001, 72 p. (ISBN 978-1479221127)
- Legal Foundations of a Free Society, Papinian Press, 2023, 804 p. (ISBN 979-8989030606)

### en français
- Contre la Propriété Intellectuelle [« Against Intellectual Property »], 2019, 77 p. (ISBN 978-1092637480)